# Denuncia di inizio attività in edilizia
La denuncia di inizio attività in edilizia è un atto amministrativo previsto in Italia.

## Storia
Introdotta in via generale in riferimento non ad una specifica fattispecie dall'art. 19 della legge 7 agosto 1990, n. 241 come dichiarazione di inizio attività (DIA), la disciplina è stata poi trasfusa nel Testo unico dell'edilizia  del 2001 che ne descrive il potere e i limiti agli artt. 22 e 23. Dal 2010 è stata, per la maggior parte dei casi, sostituita dalla segnalazione certificata di inizio attività (S.C.I.A.). Tuttavia la D.I.A. ancora oggi esiste e può essere utilizzata, per le varianti in corso d'opera, invece di un permesso di costruire, qualora si apportino modifiche non sostanziali. Dal 2016 è stata sostituita completamente dalla SCIA 2 ai sensi del decreto legislativo 25 novembre 2016, n. 222.
La sentenza del Consiglio di Stato, Adunanza Plenaria, 29/07/2011 n° 15 chiarisce che il silenzio amministrativo sulla DIA vale come silenzio-assenso che conclude definitivamente il procedimento amministrativo, precludendo alla pubblica amministrazione l'esercizio successivo dei poteri inibitori o repressivi.

## Caratteristiche
Questo tipo di denuncia di inizio attività (D.I.A.) è diventata uno strumento molto versatile, che è servito alla pubblica amministrazione italiana (in larga parte, gli uffici tecnici dei Comuni) per agevolare e snellire il procedimento relativo a pratiche edilizie, di minor peso urbanistico, sull'attività edilizia che si svolgeva sul proprio territorio.

Con una D.I.A., infatti, si poteva ristrutturare il proprio appartamento, effettuare opere di manutenzione ordinaria o straordinaria sul proprio immobile e persino costruire nuovi edifici, qualora fosse presente un piano particolareggiato, ovvero in caso di demolizione e ricostruzione fedele.
La D.I.A. tuttavia non è da confondersi con un'autorizzazione. Di fatto, essa è un'autodichiarazione del committente dei lavori accompagnata da una relazione asseverata da un tecnico (oltre i vari documenti da allegare), pertanto, risulta essere più responsabilizzante per il privato e per il tecnico, piuttosto che per la pubblica amministrazione che, nel caso di D.I.A., svolge un mero controllo dei requisiti.

## Disciplina normativa
Il fondamento giuridico dell'istituto è probabilmente da rintracciarsi nella legge 28 febbraio 1985 n. 47 che stabiliva:
Il Testo unico dell'edilizia (D.P.R. 6 giugno 2001 n. 380) specifica che con la D.I.A. si possono fare le opere non riconducibili ad attività edilizia libera, o al permesso di costruire.
È oggi pertanto richiesta la S.C.I.A., per opere edilizie che oggi non possono essere eseguite a seguito di comunicazione inizio lavori (C.I.L.), ossia opere di manutenzione straordinaria, restauro conservativo, ristrutturazione edilizia così come elencate nell'art. 6 del Testo unico dell'edilizia.

Invece, possono essere trattate con altri atti abilitativi D.I.A., S.C.I.A. e permesso di costruire la nuova costruzione, ristrutturazione urbanistica, ecc. (così come definiti dall'art. 3 del D.P.R. 380/2001).
Altre leggi sono in seguito venute ad ampliare le competenze della D.I.A., pertanto ancora oggi, in alcune regioni, ai sensi della legge 21 dicembre 2001 n. 443 con tale strumento si possono realizzare anche opere di nuova costruzione, nel caso in cui sia stato approvato un piano particolareggiato per la lottizzazione di un'area. Questa D.I.A. con poteri ampliati è conosciuta come Super D.I.A..
In seguito, più di recente, altre leggi sono andate a potenziare ulteriormente questo provvedimento e, oggi, con la Super D.I.A. si possono fare anche opere che prima erano di competenza del permesso di costruire.
Inoltre ciascuna regione ha potuto, a sua discrezione, ampliare i poteri della D.I.A., come ha già fatto, per esempio, la Toscana.

## Iter burocratico
La denuncia si presenta allo sportello unico per l'edilizia o S.U.E. del Comune a firma di un tecnico abilitato quale un ingegnere o un architetto (oppure, a seconda della tipologia di intervento e nell'ambito delle spettanti competenze professionali, un geometra o un perito edile) e deve contenere un progetto grafico rappresentante lo stato di fatto (ante operam) e la situazione futura (post operam), una relazione tecnica in cui si descrivono nel dettaglio le opere da compiersi e i riferimenti normativi, nazionali e locali, che interessano il provvedimento e la certificazione del fatto che il "progettista si assume la responsabilità" che le opere siano in conformità degli strumenti urbanistici vigenti al tempo dei lavori.
In questo modo, la P.A. scarica la responsabilità della correttezza delle operazioni sul tecnico abilitato, che, in tal senso, prende le difese dell'Amministrazione stessa e delle sue leggi. Pertanto la parcella professionale richiesta dal tecnico è adeguata alle responsabilità che si assume.
Una volta presentata, la D.I.A. si ritiene approvata, come detto, dopo 30 giorni dalla data di presentazione (fa fede la data di protocollo dell'ufficio tecnico), e si possono effettuare le opere edilizie.

Se si scoprono, in seguito, difformità delle opere rispetto alla normativa in vigore al tempo dei lavori il comune può (entro 10 anni dalla data di presentazione della D.I.A.) ordinare che sia ripristinato lo stato dei luoghi antecedente all'esecuzione dei lavori, il tutto a carico del proprietario che ha eseguito le opere abusivamente, anche se ha presentato regolare D.I.A.. Naturalmente, in questo caso viene chiamato in causa il tecnico firmatario del provvedimento.

### Il procedimento e il meccanismo del silenzio-assenso
La D.I.A. segue il meccanismo del silenzio-assenso: comunicata alla pubblica amministrazione la propria intenzione ad avviare l'attività, il soggetto, generalmente decorsi 30 giorni può darvi inizio, dandone notizia. Entro i 30 giorni (dalla data di protocollo) l'ufficio tecnico comunale può chiedere integrazioni o inibire l'inizio dei lavori per mancanza di documentazione o difformità rispetto alle norme vigenti e/o agli strumenti urbanistici.
Il potere inibitorio previsto dal co. 6 dell'art. 23 del D.P.R. 380/2001, può essere esercitato entro il termine perentorio di trenta giorni, trascorso il quale possono soltanto essere emanati provvedimenti d'autotutela e sanzionatori. Il dispositivo di sentenza precisa che alla scadenza del termine di trenta giorni matura l'autorizzazione implicita ad eseguire i lavori progettati ed indicati nella D. I. A., fermo restando il potere dell'Amministrazione comunale di provvedere anche successivamente alla scadenza del termine stesso, ima non più con provvedimento inibitorio (ordine o diffida a non eseguire i lavori) bensì con provvedimento sanzionatorio (se i lavori sono già stati eseguiti, in tutto o in parte) di tipo ripristinatorio o pecuniario, secondo i casi, in base alla normativa che disciplina la repressione degli abusi edilizi.
In ogni caso, l'inizio dei lavori deve avvenire non prima di 30 giorni dalla presentazione della denuncia, e comunque non oltre un anno, e dovranno concludersi entro 3 anni.

### Interventi su edifici vincolati
Per opere effettuate su edifici vincolati dai beni architettonici o artistici ai sensi del d.lgs.42/2004, è necessario allegare alla D.I.A. il Nulla osta della Soprintendenza ai Beni culturali.
Per quanto riguarda gli edifici che si trovano nella perimetrazione del centro storico cittadino, è sufficiente richiedere un preventivo atto di assenso (nulla osta storico) presso la pubblica amministrazione, la quale analizzerà la richiesta, ed esprimerà un parere positivo oppure negativo. Da quest'ultimo parere dipende la fattibilità o no dell'intervento proposto.

## Abusi edilizi
Si entra nell'illecito e si diventa perseguibili a norma di legge in tre modi:
1. eseguendo operazioni edilizie per cui servirebbe un'autorizzazione diversa dalla D.I.A.
2. eseguendo opere difformi da come sono state presentate nella D.I.A.
3. eseguendo opere senza richiedere la D.I.A. per le quali sarebbe richiesta.

La punizione è proporzionata al danno che si arreca. Se si è nel terzo caso, una volta eseguite abusivamente le opere, si può presentare un accertamento di conformità (art. 36 del T.U.) che, a firma di un tecnico iscritto al relativo albo, attesta che sono state fatte delle opere conformi agli strumenti urbanistici però senza richiedere il relativo permesso. Viene allora applicata una sanzione amministrativa, non inferiore ad € 516,00 e non superiore a 5.164,00 €. Le opere devono essere conformi non solo alla situazione legislativa esistente al momento in cui sono state eseguite, ma devono rispettare anche le leggi approvate nel frattempo.